# Frasnes-lez-Anvaing
Frasnes-lez-Anvaing é um município da Bélgica localizado no distrito de Ath, província de Hainaut, região da Valônia.